# Militärflugplatz Takhli

i7
i11
i13
Der Flughafen Takhli (thailändisch ท่าอากาศยานตาคลี, IATA-Code: TKH, ICAO-Code: VTPI) ist ein Militärflugplatz der Royal Thai Air Force in Takhli, Provinz Nakhon Sawan in der Nordregion von Thailand. Während des Vietnamkrieges wurde der Flughafen unter dem Namen „Takhli Thai Air Force Base“ von der United States Air Force (Pacific Air Forces) genutzt. Hier gab es auch ein Rundfunkstudio von AFTN.

## Lage und Daten
Er liegt etwa 240 km nordwestlich von Bangkok und etwa einen Kilometer westlich von Takhli entfernt. Der Flughafen verfügt über eine betonierte Start-/Landebahn mit einer Länge von 3000 Metern und eine Breite von 45 Metern.

## Streitkräfte
Auf dem Luftwaffenstützpunkt RTAFB Takhli sind folgende Geschwader der Royal Thai Air Force Wing 4, 3d Air Division stationiert
- 401 Leichtes Angriffsgeschwader, T-50 TH Golden Eagle
- 402 Aufklärungsgeschwader, flying DA 42 MPP und Piaggo EVO
- 403 Kampfgeschwader, F-16A/B MLU Fighting Falcon
- 404 Aufklärungsgeschwader, Aerostar UAV